# Svensk uradel
Svensk uradel er et samlende navn for adlige slægter, hvis forfædre år 1400 tilhørte det svenske frelset. Det indebærer, at man gjorde rostjeneste i overensstemmelse med Alsnö stadga fra 1280 og derfor var befriet for skat. 
Svenske uradelsslægter omfatter eksempelvis:
- Aspenäsætten
- Banér (eksisterer endnu)
- Bese
- Bielke (eksisterer endnu)
- Björn
- Bååt
- Bonde (eksisterer endnu)
- Ekaætten
- Hiort af Ornäs (eksisterer endnu)
- Hierta
- Hård af Segerstad (eksisterer endnu)
- Jägerhorn af Spurila (eksisterer endnu)
- Leijonhufvud (eksisterer endnu)
- Lilliehöök (eksisterer endnu)
- Natt och Dag (eksisterer endnu)
- Porse
- Posse (eksisterer endnu)
- Ribbing (eksisterer endnu)
- Rosenstråle
- Sparre (eksisterer endnu)
- Stenbock (eksisterer endnu)
- Trolle (eksisterer endnu)
- Örnsparre